# 阿里 (新墨西哥州)
阿里（英語：Arrey）是位於美國新墨西哥州謝拉縣的普查規定居民點。

## 人口
根據2020年美國人口普查的數據，阿里的面積為2.05平方千米，皆為陸地。當地共有人口296人，而人口密度為每平方千米144.39人。